# Vartjärnen
Vartjärnen är en sjö i Hällefors kommun i Västmanland och ingår i Göta älvs huvudavrinningsområde. Sjön är 12,5 meter djup, har en yta på 0,197 kvadratkilometer och befinner sig 249,4 meter över havet. Sjön avvattnas av vattendraget Lövsjöälven.

## Delavrinningsområde
Vartjärnen ingår i det delavrinningsområde (665053-143534) som SMHI kallar för Inloppet i Lövsjön. Medelhöjden är 261 meter över havet och ytan är 7,13 kvadratkilometer. Det finns inga avrinningsområden uppströms utan avrinningsområdet är högsta punkten. Lövsjöälven som avvattnar avrinningsområdet har biflödesordning 4, vilket innebär att vattnet flödar genom totalt 4 vattendrag innan det når havet efter 385 kilometer. Avrinningsområdet består mestadels av skog (69 procent) och sankmarker (11 procent). Avrinningsområdet har 0,67 kvadratkilometer vattenytor vilket ger det en sjöprocent på 9,4 procent.